# 銀魂総集編たまはじめ
銀魂総集編たまはじめ（ぎんたまそうしゅうへんたまはじめ）は、2009年11月28日発売の空知英秋の漫画「銀魂」の初の総集編。

## 概要
「劇場版 銀魂 新訳紅桜篇」公開決定記念として発行された。万事屋と真選組、その他のキャラクターの名エピソードをより抜いている。特典として、「書き下ろし男たちのポリシーポスター」と「劇場版 銀魂 新訳紅桜篇スペシャルポスター」の2つのポスターと袋とじの巻末描き下ろし漫画「思い出は全て美しい」などがついている。また第一訓の始め4ページはカラーになっている。
2010年4月に重版され、特典はそのままだが、その際初版時に行われていた『新支店&新屯所大募集キャンペーン!!』の応募券に×印が付けられたり、この企画が終了している旨のメッセージが記載された。

## 収録話
万事屋SIDE
| 話名                                                         | 原作         |
| ------------------------------------------------------------ | ------------ |
| 天然パーマに悪い奴はいない                                   | 第一訓       |
| ジャンプは時々土曜にでるから気を付けろ                       | 第三訓       |
| ジジィになってもあだ名で呼び合える友達を作れ                 | 第五訓       |
| お前らテロでもやってる暇があるならペロの散歩にでも行ってきな | 第六訓       |
| 疲れた時は酸っぱい物を                                       | 第十訓       |
| 2度あることは3度ある                                         | 第百五十訓   |
| 時には昔の話をしようか                                       | 第百九十五訓 |
真選組SIDE
| 話名                                       | 原作       |
| ------------------------------------------ | ---------- |
| 粘り強さとしつこさは紙一重                 | 第八訓     |
| 喧嘩はグーでやるべし                       | 第九訓     |
| 酔ってなくても酔ったふりして上司のヅラ取れ | 第十七訓   |
| 外見だけで人を判断しちゃダメ               | 第六十五訓 |
| ミイラ捕りがミイラに                       | 第九十八訓 |
| 一日局長に気をつけろッテンマイヤーさん     | 第百一訓   |
| 僕が僕であるために                         | 第百二訓   |
傑作キャラ選SIDE
| 話名                                                             | 原作           |
| ---------------------------------------------------------------- | -------------- |
| 考えたら人生ってオッさんになってからの方が長いじゃねーか! 恐っ!! | 第十六訓       |
| 結婚とは勘違いを一生涯し続けることだ                             | 第四十訓       |
| んまい棒は意外とお腹いっぱいになる                               | 第百八訓       |
| ロフトにいけば大体何でもある                                     | 第百三十八訓   |
| 合コンは始まるまでが一番楽しい                                   | 第百三十九訓   |
| 床屋で交わされる店員との会話は世界で一番どうでもいい             | 第二百三十一訓 |
| 天は人の上に人をつくらず髷をつくりました                         | 第二百三十二訓 |
紅桜篇SIDE
| 話名                                 | 原作       |
| ------------------------------------ | ---------- |
| 売店ではやっぱコロッケパンが一番人気 | 第八十九訓 |
| 災難は続け様に降り掛かる             | 第九十訓   |
| 満月は人を狂わせる                   | 第九十一訓 |